# Суперкубок Туниса по футболу
Суперкубок Туниса по футболу (фр. Super Coupe de Tunisie de football, араб. كأس السوبر التونسي‎) — футбольный турнир Туниса, проходивший на неофициальном уровне с 1960 года. Получил официальный статус лишь в 1993 году. Матчи проводились между победителем чемпионата и обладателем кубка страны, в последний раз состоялся в 2020 году.

## Список матчей
| Год       | Победитель       | Счёт               | Финалист         |
| --------- | ---------------- | ------------------ | ---------------- |
| 1960      | Эсперанс         | 2 — 1              | Стад Тунизьен    |
| 1961–1965 | Не проводился    | Не проводился      | Не проводился    |
| 1966      | Стад Тунизьен    | 2 — 0              | Этуаль дю Сахель |
| 1967      | Не проводился    | Не проводился      | Не проводился    |
| 1968      | Клуб Африкэн     | 3 — 1              | Сфакс Рэйлвейс   |
| 1969      | Не проводился    | Не проводился      | Не проводился    |
| 1970      | Клуб Африкэн     | 1 — 0              | Эсперанс         |
| 1971–1972 | Не проводился    | Не проводился      | Не проводился    |
| 1973      | Этуаль дю Сахель | 5 — 2              | Клуб Африкэн     |
| 1974–1978 | Не проводился    | Не проводился      | Не проводился    |
| 1979      | Клуб Африкэн     | 1 — 0              | Эсперанс         |
| 1980–1983 | Не проводился    | Не проводился      | Не проводился    |
| 1984      | Бизертен         | 1 — 0              | Ла Марса         |
| 1985      | Хаммам-Лиф       | 1 — 0              | Эсперанс         |
| 1986      | Этуаль дю Сахель | 1 — 1 (пен. 5 — 4) | Эсперанс         |
| 1987      | Этуаль дю Сахель | 0 — 0 (пен. 7 — 6) | Бизертен         |

| Год       | Победитель       | Счёт               | Финалист      |
| --------- | ---------------- | ------------------ | ------------- |
| 1993      | Эсперанс         | 2 — 0              | Ла Марса      |
| 1994      | Не проводился    | Не проводился      | Не проводился |
| 1995      | Олимпик де Беджа | 1 — 1 (пен. 5 — 4) | Сфаксьен      |
| 1996–2000 | Не проводился    | Не проводился      | Не проводился |
| 2001      | Эсперанс         | 3 — 1              | Хаммам-Лиф    |
| 2002–2017 | Не проводился    | Не проводился      | Не проводился |
| 2019      | Эсперанс         | 2 — 1              | Бизертен      |
| 2020      | Эсперанс         | 0 — 0 (пен. 5 — 4) | Сфаксьен      |
| 2021      | Эсперанс         |                    |               |

## Победы по клубам
| Клуб               | Победитель | Финалист | Годы побед                   |
| ------------------ | ---------- | -------- | ---------------------------- |
| «Эсперанс»         | 5          | 3        | 1960, 1993, 2001, 2019, 2020 |
| «Клуб Африкэн»     | 3          | 1        | 1968, 1970, 1979             |
| «Этуаль дю Сахель» | 3          | 1        | 1973, 1986, 1987             |
| «Бизертен»         | 1          | 2        | 1984                         |
| «Стад Тунизьен»    | 1          | 1        | 1966                         |
| «Хаммам-Лиф»       | 1          | 1        | 1985                         |
| «Олимпик де Беджа» | 1          | 0        | 1995                         |